# ولف‌گر ون‌ارلا
ولف‌گر ون‌ارلا (انگلیسی: Wolfger von Erla; ۱ ژانویهٔ ۱۱۴۰ – ۲۳ ژانویهٔ ۱۲۱۸) کشیش و اسقف پاسائو از سال ۱۱۹۱ تا ۱۲۰۴ بود که در فرماندهی و رهبری لشکرکشی آلمان‌ها به شرق نقش مهمی ایفا نمود. آلبرشت ون یوهانسدورف، شاعر هم‌دوران وی، به احتمال زیاد در سال ۱۱۹۷، نیز به همراه وی به جنگ صلیبی رفت.